# 波旁公爵
波旁公爵（法语：Duc de Bourbon）是法国的一个贵族爵位。它最早出现于14世纪前半叶。第一位有此称号的领主是克莱蒙伯爵法兰西的罗贝尔和波旁领地的女继承人勃艮第的比阿特丽斯的长子路易一世公爵。波旁公爵家族的后代中衍生出波旁家族，他们在法国和西班牙建立起强大的波旁王朝。从那以后，波旁公爵的头衔仅颁给过几位孔代亲王和其他宗室亲王。

## 波旁公爵列表
貴族地位
- 路易一世 (1279年—1342年)
- 皮埃尔一世 (1311年–1356年)
- 路易二世 (1356年–1410年)
- 让一世 (1410年–1434年)
- 夏尔一世 (1434年–1456年)
- 让二世 (1456年–1488年)

波旁公爵的纹章

- 夏尔二世 (1488年–1488年)，里昂大主教
- 皮埃尔二世 (1488 年–1503年)
- 苏珊 (1503年–1525年)
- 夏尔三世·德·波旁—蒙庞西埃 (1505年–1527年)

1523年後個人的爵位
- 波旁公爵路易四世·亨利 (1692年–1740年)
- 孔代親王路易六世·亨利 (1756年–1830年)

1793年後頭銜稱謂
- 1950年–1975年：安茹公爵阿方索（1975年後改稱加的斯公爵、安茹公爵）
- 1975年–1984年：弗朗索瓦（安茹公爵阿方索長子，前稱布列塔尼公爵）
- 1984年至今：安茹公爵路易·阿方索（安茹公爵阿方索次子，前稱圖賴訥公爵，1989年後改稱安茹公爵）